# ましろのおと
『ましろのおと』は、羅川真里茂による津軽三味線を題材にした日本の漫画。『月刊少年マガジン』（講談社）にて2010年1月号に読み切りが掲載された後、同年5月号より連載化され、2022年9月号をもって完結した。作者にとって初となる少年誌での連載作品であり、また白泉社以外での連載も初である。タイトルには「ましろの音」と「ましろノート」（ノートは音符などの意）の2つの意味がある。
2012年に第36回講談社漫画賞少年部門を受賞し、第16回文化庁メディア芸術祭マンガ部門にて優秀賞を受賞した
。2021年4月時点で累計発行部数は450万部を突破している。

## あらすじ
16歳の津軽三味線奏者の澤村雪。師でもあった祖父・澤村松吾郎が亡くなったことで、自分の音を探すため、単身上京する。
実質的に飛び出すような形で上京したため行くあてもない中、自身を自宅に泊めてくれた女性と、その相方のロックバンドメンバーの男との騒動に巻き込まれ、成り行きでライブハウスで津軽三味線の演奏を披露する。
その数日後、突如として来訪した母・澤村梅子に東京での下宿先を与えられるとともに、東京の学校に通うように手配される。私立梅園学園に通うことになった雪は、津軽三味線愛好会のメンバーたちとの出会いから、様々な「音」に巡り合って行く。

## 登場人物
声の項はテレビアニメ版の声優。

### 澤村家
澤村 雪（さわむら せつ）
声 - 島﨑信長、石原夏織（幼少期）
本作の主人公。16歳。青森県生まれ。兄である若菜と違い、母親似の整った容姿をしている。
幼いころから祖父が弾く津軽三味線の音を聞いて育った。師匠であり育ての親でもあった祖父・松吾郎が亡くなり、自分だけの音を探そうと、思いつきで上京する。
高校には1年生の夏から通っていなかったが、上京後は母・梅子の言い付けで梅園学園へ転入する。祖父譲りの津軽三味線の才能を持つものの、その演奏にはムラがあり、なんのため（誰のため）に弾いていいか分からない時はおざなりな演奏しかできないが、明確に目的がある時の演奏ではその才能を遺憾なく発揮する。幼いころより松吾郎の演奏を耳で聞いて技術を身に付けてきたため、譜面が読めない。他人と関わったり馴れ合ったりしない性分のため、その言動は時に冷たいものにも映るが、根は優しく真面目な性格。祖父と同じく三味線で他人と競うことに興味を持たなかったものの、学園での出会いなどを機に少しずつ変わっていく。
澤村 若菜（さわむら わかな）
声 - 細谷佳正、夏原とも（幼少期）
雪の兄。津軽三味線奏者。5月2日生まれ。老け顔の19歳。こと三味線に関しては感情的になる一面も見せるが、生真面目で弟思いの性格。松吾郎の愛弟子という点においても、雪の兄弟子にあたる。全国大会でも上位に入る実力の奏者だが、むしろそれゆえに雪や総一にはおよばない自分の才能の限界を痛感している。
澤村 松吾郎（さわむら まつごろう）
声 - 麻生智久
雪と若菜の祖父で、梅子の父親。故人。全盲の津軽三味線奏者。無欲さゆえに生涯を通して世間に名が知られることはなかったものの、その才能は一部では高く評価されており、彼の演奏を知る者からは「名人」と呼ばれている。雪と若菜の師匠でもあるが、「自分の音で奪え」が口癖で、手取り足取り教えるようなことはなかった。即興曲「春暁」（しゅんぎょう）の完成に30年を費やし、この曲が雪と朱利を繋いだ。
澤村 梅子（さわむら うめこ）
声 - 本田貴子
雪と若菜の母親で松吾郎の娘。2人からは「梅子」と呼び捨てにされ、不仲というより険悪な関係。40代だが、一見すると20代にしか思えない。ビューティー業界の会社「梅丸」の女社長で、出産後も日本国外で仕事をしている。澤村家に毎月100万円の生活費を送り、子育ては父の松吾郎に任せっきりだった。伴奏（三味線に合わせて歌うこと）の達人。松吾郎の才能が世に出なかったことを惜しんでおり、息子の雪の才能を世に出すべく津軽三味線甲子園「松吾郎杯」を開催するなどしている。
自宅とはいえ、庭に車で思いきり突っ込むなど性格は豪快で、傍若無人を絵に描いたような人物。行動力も尋常ではなく、息子たちを振り回す。竹千代や小百合とは犬猿の仲。

### 私立梅園学園
雪が上京後、梅子により強引に転入させられ、通うことになった高校。
前田 朱利（まえだ しゅり）
声 - 宮本侑芽
1年C組。雪のクラスメイト。当初は津軽三味線愛好会の唯一のメンバーであった。津軽三味線をやるようになったきっかけは、彼女の祖母がかつて少女時代に疎開先で聞いたという津軽三味線の曲の手がかりを掴み、それを祖母に聞かせてあげたいという一心からである。その曲とは雪の祖父・松吾郎が30年かけて作り上げた即興曲「春暁」の一部であった。後に、雪が自分なりの解釈を入れた「春暁」を演奏したことで、祖母に聞かせたいという夢は叶えられた。その後は雪を目標に据え、彼の腕前に近づくために津軽三味線を続けることを決意する。
山里 結（やまざと ゆい）
声 - 近藤玲奈
1年B組。朱利の友人で幼馴染。ゲームや漫画が好きなオタクで、またゲーム愛好会部員でもある。ある日偶然、テレビで流れた雪の演奏を耳にし、以来雪の演奏に惹かれる。朱利に付き合って津軽三味線を一緒にやっているが、当初は津軽三味線愛好会には入っていなかった（後に入部）。
海人のことが好きなものの、海人はその気持ちに一切気づいておらず、朱利に好意を持って彼女ばかり構っている。そのことへの嫉妬と、朱利の優柔不断さなどに時折苛立ち感情的になる面があった。松吾郎杯団体戦の直前、メンバーを前に朱利と比較した自分のコンプレックスを吐き出したことで、朱利との友人関係はより強固なものになったようだ。
矢口 海人（やぐち かいと）
声 - 岡本信彦
2年生。朱利と結の幼馴染。幼少時に友人と共に朱利へ意図せず嫌がらせをしてしまっていたことから、朱利の男嫌いの原因となっていた。実際は朱利に好意を持っているが、その想いには気付いてもらえず、朱利と親しくなりつつある雪に対抗心を燃やしていた。
父親は有力政治家つきの弁護士。その父親からは跡を継いでほしいと思われているが、本人はプロサッカー選手の夢を持っており、またスポーツ推薦で梅園学園に入学できるほどの才能があった。しかし入学直後の練習試合による膝の故障により、サッカー選手としての生命を絶たれる。そのため、才能を活かそうともしない雪に苛立ち、津軽三味線同好会への入部を賭けて雪にサッカー勝負を挑み、結果として入部することとなった。学業成績も優秀で常に学園3位以内に入っている。
永森 雷（ながもり らい）
声 - 鈴木達央
2年A組。団体戦に数合わせの助っ人として出るため、手芸部と掛け持ちで津軽三味線愛好会に入部する。オネエ言葉で喋り、手芸部の女子たちととても仲が良い。手先が器用で、普段は手芸部の女子たちと一緒に編物などをしている。
父親は噺家の米福であるが、両親は既に離婚しており、母方に引き取られたため姓が異なる。幼いころより三味線の師範である母親から、半ば強引に三味線を習わされた。弾く三味線は太棹の津軽三味線ではなく、細棹のほうである。将来は三味線で米福の演目に曲をつける演奏をしたいと思っている。
小薮 啓子（こやぶ けいこ）
声 - 高柳知葉
津軽三味線愛好会の顧問を務める若い女性教師。緒方洸輔（神木清流）に惚れており、顧問になったのも彼と連絡を取りたいため。三味線については全くの素人であるため、大俵に指導を依頼している。
教頭
梅園学園の生き字引。小藪に緒方洸輔の情報を伝える。

### 三味線奏者
緒方 洸輔（おがた こうすけ）
声 - 梅原裕一郎
津軽三味線の全国大会でA級を2連覇している実力派奏者。神木流で、名取名は神木 清流（かみき せいりゅう）。青森に住む神木流師範の流絃に師事しており、実力者になった今も彼に対する敬意は変わらず、年に1度ほど挨拶に赴いている。梅園学園の卒業生で、津軽三味線愛好会の創設者。学生時に使用していた三味線を学校に残している。
雪との邂逅後、彼の才能の底を知ろうと、演奏によって幾度かのアプローチをかけている。
神木 流絃（かみき りゅうげん）
声 - 高岡瓶々
青森在住。神木流の師範。「神木流絃」は名取名であり、本名は「田沼源造」。緒方洸輔の師であり、総一と舞の父親。
実は雪の実の父親であり、総一と舞は彼とは血の繋がりがない養子である。雪に神木流を継いでほしいと望んでいるが、「松吾郎の音」が欲しいことが理由であり雪本人に愛情を持っている様子はない。
田沼 総一（たぬま そういち）
声 - 畠中祐
流絃の息子（養子）で、緒方の弟弟子。高校3年生にして全国大会では緒方に次いで準優勝経験なども持つ、若い俊英。常にマイペースであると同時に行動が子供っぽく、妹の舞曰く「お子様性格」。面倒くさい「自分ルール」を持つ故に友人がおらず、友達作りを目的に「松吾郎杯」に参加する。
田沼 舞（たぬま まい）
声 - 三上枝織
流絃の娘（養子）で、総一の妹（血の繋がりがあるかは不明）。高校2年生。同じく津軽三味線奏者。雪の小学校時代の同級生。ライバル視している雪が公式の大会に出たことがないため、父親に実力を認めてもらえなかったと感じている。そのため雪を激しくライバル視しており、彼の名を聞くと血相を変える。高校生になった現在でも雪との勝負の機会を窺う。
荒川 潮（あらかわ うしお）
声 - 落合福嗣
福岡在住の高校3年生。団体戦において一人前列・真ん中で弾くなど、目立つことを好む。演奏は荒々しく独創的。スリ上げを好んで多用し、持ち味でもある連続スリ上げは「荒川トゥイン」と呼ばれている。
梶 貴臣（かじ たかおみ）
声 - 梶裕貴
大阪在住の高校3年生。派手さはないが、確実で狂いのない統制のとれた演奏を行うのが特徴。男女ともに人気のある奏者。大学進学とともに竹の華に就職。

### 唄い手
成宮 あやこ（なりみや あやこ）
東ノ宮杯準優勝、無冠の女王。踊りながら歌う成宮流「ゆさぶり」でライブ会場をわかしている。
壬生 悠里（みぶ ゆうり）
第34回東ノ宮杯優勝。

### 竹の華
三吉 竹千代（みよし たけちよ）
民謡居酒屋「竹の華」を経営する中年女性。梅子と同じく、雪の祖父・松吾郎の才能が、彼の無欲さゆえに後世に伝えられずに埋もれてしまったことを惜しんでいる。梅子とは面識があるらしく、犬猿の仲。
大河 鉄雄（たいが てつお）
29歳。津軽三味線、唄担当。
沙上 麻仁（さじょう まに）
25歳。プロの民謡歌手、唄担当。第35回東ノ宮杯民謡全国大会に出場
追 一大（おい かずひろ）
26歳。津軽三味線、笛担当
江戸 鮎（えど あゆ）
28歳。津軽三味線、太鼓、唄、踊り担当。ツインテール、片目萌え。
三島 撫子（みしま なでしこ）
22歳。津軽三味線、太鼓担当。三島カオルと双子。
三島 カオル（みしま カオル）
22歳。津軽三味線、太鼓担当。三島撫子と双子。

### その他の人々
立樹 ユナ（たちき ユナ）
声 - 逢田梨香子
22歳。4年前に上京し、キャバクラで働きながら、グラビアアイドルを目指す女性。彼氏でもあるタケトの才能を買っており、バンドの援助をしている。成り行きで上京直後の雪の面倒を見た。アダルトビデオ出演を持ちかけられ、夢を諦め帰郷する。
タケト
声 - 柿原徹也
インディーズバンド「ピンク・パンク・ガジェット」のボーカル。譜面も書いており、バンド活動の傍らで曲を楽譜に起こす仕事もしている。
ユナの彼氏だったが、女癖の悪さが原因で別れた。ユナが帰郷した後も雪のアパートに来るなど交流がある。
健（けん）、ジル、紀雄（のりお）
声 - 林勇（健）、北村謙次（ジル）、山本颯侍（紀雄）
「ピンク・パンク・ガジェット」のメンバー。順にベース / ギター / ドラム。健はバンドのリーダー。メンバー全員が中学時代の同級生。
河原木 コータ
声 - 山口のりとも
青森に住むパーマ髪が特徴の若菜の友人。長い付き合いのため澤村家の事情にも詳しい。
山野 寅治（やまの とらじ）
声 - 山内健嗣
葛飾区に店を構える「たぬきち食堂」の店主。45歳、158cm。食堂とは別に大家もやっており、店の2階のいくつかの部屋を賃貸している。雪もここに部屋を借りている。
山野 桜（やまの さくら）
声 - 谷口夢奈
寅治の娘。中学1年生、身長141センチメートル。世話好きな性格。下宿人である雪に憧れのような感情を持っている。アニメ版では、どっこい（声-島﨑信長）という名前の猫を飼っている。
大俵 ヒロシ（おおだわら ヒロシ）
声 - 木村匡也
三味線ショップ「鈴音」（リンネ）を経営する中年男性。小薮に頼まれて週に一度、津軽三味線愛好会に指導に来ている。
米福（よねふく）
声 - 落合弘治
たぬきち食堂の2階に下宿している噺家。雷の父親でもある。
田沼 小百合（たぬま さゆり）
声 - 勝生真沙子
流絃の妻で、総一と舞の母親。総一、舞と血の繋がりがあるかは不明。夫が総一や舞より雪に目をかけていることに、表立って口は出さないものの懸念を示している。一見物静かで上品な女性だが、流絃を挟んで対立する立場の梅子と初対面ながら堂々と渡り合う気の強さも持ち合わせている。よき母親ではあるが、総一の「自分ルール」についていけずに翻弄されている様子も。

## 書誌情報

### 漫画
- 羅川真里茂 『ましろのおと』 講談社〈講談社コミックス月刊マガジン〉、全31巻
  1. 2010年10月15日発売[講 1]、ISBN 978-4-06-371261-2
  2. 2010年12月17日発売[講 2]、ISBN 978-4-06-371266-7
  3. 2011年4月15日発売[講 3]、ISBN 978-4-06-371281-0
  4. 2011年9月16日発売[講 4]、ISBN 978-4-06-371298-8
  5. 2012年1月17日発売[講 5]、ISBN 978-4-06-371316-9 / ISBN 978-4-06-358379-3（楽曲CD付き特装版）[講 6]
  6. 2012年6月15日発売[講 7]、ISBN 978-4-06-371334-3 / ISBN 978-4-06-362221-8（ストラップ付き特装版）[講 8]
  7. 2012年11月16日発売[講 9]、ISBN 978-4-06-371353-4
  8. 2013年4月17日発売[講 10]、ISBN 978-4-06-371371-8 / ISBN 978-4-06-358438-7（コラボCD付き特装版）[講 11]
  9. 2013年10月17日発売[講 12]、ISBN 978-4-06-371393-0
  10. 2014年2月17日発売[講 13]、ISBN 978-4-06-371411-1
  11. 2014年6月17日発売[講 14]、ISBN 978-4-06-371425-8
  12. 2014年10月17日発売[講 15]、ISBN 978-4-06-371443-2
  13. 2015年4月17日発売[講 16]、ISBN 978-4-06-371443-2
  14. 2015年8月17日発売[講 17]、ISBN 978-4-06-371479-1
  15. 2016年2月17日発売[講 18]、ISBN 978-4-06-392510-4 / ISBN 978-4-06-362319-2（演奏CD付き特装版）[講 19]
  16. 2016年10月17日発売[講 20]、ISBN 978-4-06-392558-6
  17. 2017年3月17日発売[講 21]、ISBN 978-4-06-392572-2
  18. 2017年7月14日発売[講 22]、ISBN 978-4-06-392594-4
  19. 2017年11月17日発売[講 23]、ISBN 978-4-06-510443-9
  20. 2018年4月17日発売[講 24]、ISBN 978-4-06-511296-0
  21. 2018年10月17日発売[講 25]、ISBN 978-4-06-511296-0 / ISBN 978-4-06-512846-6（演奏CD付き特装版）[講 26]
  22. 2019年2月15日発売[講 27]、ISBN 978-4-06-514490-9
  23. 2019年7月17日発売[講 28]、ISBN 978-4-06-516590-4
  24. 2019年11月15日発売[講 29]、ISBN 978-4-06-517627-6
  25. 2020年5月15日発売[講 30]、ISBN 978-4-06-519297-9
  26. 2020年11月17日発売[講 31]、ISBN 978-4-06-521495-4
  27. 2021年3月17日発売[講 32]、ISBN 978-4-06-522731-2
  28. 2021年7月15日発売[講 33]、ISBN 978-4-06-523932-2
  29. 2021年12月16日発売[講 34]、ISBN 978-4-06-526123-1
  30. 2022年7月14日発売[講 35]、ISBN 978-4-06-528532-9
  31. 2022年10月17日発売[講 36]、ISBN 978-4-06-529430-7 / ISBN 978-4-06-529429-1（フルカラー小冊子付き特装版）[講 37]

### 小説
- 円山まどか『ましろのおと』講談社〈月刊少年マガジン〉、全2話（単行本には未収録）
  - Other side of Track 6 "SYUNGYO" for Syuri's Granma、月刊少年マガジン2011年12月号掲載
  - Pink Pank Gadget feat : SETSU SAWAMURA、月刊少年マガジン2012年5月号掲載
- 時海結以『小説 ましろのおと』 講談社〈青い鳥文庫〉、全3巻
  1. 2021年5月12日発売、ISBN 978-4-06-523167-8
  2. 2021年6月16日発売、ISBN 978-4-06-523559-1
  3. 2021年8月4日発売、ISBN 978-4-06-524321-3

## テレビアニメ
2021年4月から6月まで毎日放送・TBS『アニメイズム』B2枠ほかにて放送された。
青森からの上京から始まり、転入した私立梅園学園での津軽三味線同好会参加を経て、津軽三味線甲子園「松吾郎杯」で田沼総一に敗れた雪がやり場のない悔しさで慟哭するシーン（原作第8巻）で幕を閉じている。

### スタッフ
- 原作 - 羅川真里茂[8]
- 監督 - 赤城博昭[8]
- シリーズ構成 - 加藤還一[8]
- キャラクターデザイン - 真島ジロウ[8]
- プロップデザイン - 佐藤よしひろ
- 美術監督 - 杉本智美[30]
- 色彩設計 - 蝦名佳代子[30]
- 撮影監督 - 浜尾繁光[30]
- CG監督 - 内山正文[30]
- 編集 - 肥田文[30]
- 音響監督 - 小沼則義[30]
- 音楽 - 関根佑樹、半田彬倫[30]
- 音楽プロデューサー - 酒井康平、鈴木則孝
- 音楽制作 - DMM music
- プロデューサー - 松本拓也、古川慎、日比政広、青井宏之、荒木元道
- アニメーションプロデューサー - 櫻井洋介
- アニメーション制作 - シンエイ動画[8]
- 製作 - ましろのおと製作委員会

### 主題歌
「BLIZZARD」
BURNOUT SYNDROMESによるオープニングテーマ。作詞・作曲は熊谷和海、編曲は井上薫と熊谷和海。第1話から第5話、最終話で使用。
「銀世界」
BURNOUT SYNDROMESによるオープニングテーマ。作詞・作曲は熊谷和海、編曲は西川進と熊谷和海。第6話から第11話で使用。
「この夢が醒めるまでfeat.吉田兄弟」
加藤ミリヤによるエンディングテーマ。作詞は加藤ミリヤ、作曲・編曲は加藤ミリヤと吉田兄弟とCarlosk.。

### 劇中曲
津軽三味線による劇中曲は、津軽三味線監修を吉田兄弟、演奏を葛西頼之や柴田雅人など、唄を吉田昌紀子が担当する。
- 「春暁」
- 「津軽よされ節」
- 「津軽じょんがら節」
- 「津軽小原節」
- 「アレ（即興曲）」
- 「神木清流オリジナル曲」

### 各話リスト
| 話数     | サブタイトル | 脚本     | 絵コンテ         | 演出             | 演奏シーン 絵コンテ | 演奏シーン 演出   | 作画監督 | 総作画監督                                              | 初放送日      |
| -------- | ------------ | -------- | ---------------- | ---------------- | ------------------- | ----------------- | --- | ------------------------------------------------------- | ------------- |
| 第一話   | 寂寞         | 加藤環一 | 赤城博昭         | 村田尚樹         | 宇根信也            | 宇根信也          | 江森真理子 徳田夢之助 Son gil young 秦洋美 小野慎哉 富山大輔 前田義宏 朴・サンホ 福田瑞穂 渡邉慶子 阿曽仁美 高橋孝 茂木啄次 はしもとかつみ | 真島ジロウ 依田正彦 近藤奈都子 川島尚                   | 2021年 4月3日 |
| 第二話   | 林檎の花     | 加藤環一 | 吉川博明         | パク・キョンスン | 今村洋輝            | 今村洋輝          | 依田正彦 渡邉慶子 福田瑞穂 前田義宏 岩永大蔵                                                                                               | 依田正彦 真島ジロウ 近藤奈都子 まじろ                   | 4月10日       |
| 第三話   | 驟雨         | 加藤環一 | 稲垣隆行         | 鈴木卓夫         | 今村洋輝            | 今村洋輝          | 山村俊了 中島美子 江森真理子 渡邉慶子 吉田和香子 茂木啄次                                                                                  | 川島尚 真島ジロウ                                       | 4月17日       |
| 第四話   | 春の暁       | 伊丹あき | 吉川博明         | 平田政宗         | 今村洋輝            | 宇根信也          | 大豆一博 | 川島尚 真島ジロウ                                       | 4月24日       |
| 第五話   | 合奏         | 福田裕子 | 稲垣隆行         | 渡辺正彦         | 吉川博明            | 今村洋輝          | 入江健司 池津寿恵 福田瑞穂 | 依田正彦 真島ジロウ 近藤奈都子 川島尚                   | 5月1日        |
| 第六話   | 原郷         | 加藤環一 | 岡本英樹         | 高橋雅和         | 宇根信也            | 宇根信也          | 柳瀬譲二 | 川島尚 近藤奈都子 真島ジロウ                            | 5月8日        |
| 第七話   | 風           | 福田裕子 | 稲垣隆行         | 浅見松雄         | 白幡良志之          | 白幡良志之        | 川重希 | 真島ジロウ はしもとかつみ 依田正彦 川島尚 近藤奈都子    | 5月15日       |
| 第八話   | 音叉         | 伊丹あき | 藤井康晶         | 藤井康晶         | 宇根信也            | 宇根信也          | 片岡恵美子 吉田和香子 渡邉慶子 前田義宏 江森真理子 阿曽仁美 はしもとかつみ 茂木啄次 福田瑞穂 Jingon Kim Yunjeong Kim                       | 近藤奈都子 高原修司 真島ジロウ                          | 5月22日       |
| 第九話   | 風花         | 伊丹あき | 吉川博明         | 村田尚樹         | -                   | 今村洋輝          | 大川義史 森悦史 茂木啄次 | 依田正彦 川島尚 真島ジロウ 近藤奈都子                   | 5月29日       |
| 第十話   | 山颪         | 福田裕子 | 大地丙太郎       | 又野弘道         | 宇根信也            | 宇根信也          | Lee jae han 茂木啄次 はしもとかつみ | 川島尚 真島ジロウ 近藤奈都子                            | 6月5日        |
| 第十一話 | 記憶         | 加藤環一 | パク・キョンスン | パク・キョンスン | -                   | 宇根信也 今村洋輝 | 片岡恵美子 はしもとかつみ 橋本真希 阿曽仁美 江森真理子 渡邉慶子 吉田和香子 福田瑞穂 前田義宏 高橋孝 広中千恵美 金潤廷 久慈陽子 金泰坤      | 真島ジロウ 近藤奈都子 川島尚 依田正彦 高原修司 茂木啄次 | 6月12日       |
| 第十二話 | ましろのおと | 加藤環一 | 白幡良志之       | 白幡良志之       | -                   | -                 | 小川貴弘 阿曽仁美 高橋孝 橋本真希 福田瑞穂 中野江美子 茂木啄次 吉田和香子 江森真理子 伊澤珠美 三浦春樹                                     | 依田正彦 真島ジロウ 高原修司 川島尚                     | 6月19日       |

### 放送局
| 放送期間                                        | 放送時間                     | 放送局      | 対象地域       | 備考                                 |
| ----------------------------------------------- | ---------------------------- | ----------- | -------------- | ------------------------------------ |
| 2021年4月3日 - 6月19日                          | 土曜 2:25 - 2:55（金曜深夜） | 毎日放送    | 近畿広域圏     | 製作参加 / 字幕放送                  |
|                                                 |                              | TBSテレビ   | 関東広域圏     | 字幕放送                             |
|                                                 | 土曜 3:00 - 3:30（金曜深夜） | BS-TBS      | 日本全域       | BS/BS4K放送                          |
| 2021年4月8日 - 6月24日                          | 木曜 21:30 - 22:00           | AT-X        | 日本全域       | CS放送 / 字幕放送 / リピート放送あり |
| 2021年6月15日 - 8月31日                         | 火曜 0:58 - 1:28（月曜深夜） | IBC岩手放送 | 岩手県         |                                      |
| 2021年7月3日 - 9月25日                          | 土曜 1:55 - 2:25（金曜深夜） | 青森テレビ  | 青森県         |                                      |
| 2021年9月4日 -                                  |                              | 山陰放送    | 鳥取県・島根県 | 森谷佳奈のアニ物語枠で放送           |
| 毎日放送・TBS・BS-TBSでは『アニメイズム』B2枠。 |                              |             |                |                                      |

| 配信開始日    | 配信時間                   | 配信サイト |
| ------------- | -------------------------- | --- |
| 2021年4月2日  | 土曜 3:00（金曜深夜） 更新 | Amazon Prime Video |
| 2021年4月17日 |                            | ニコニコチャンネル |
| 2021年4月24日 | 土曜 21:30 - 22:00         | ニコニコ生放送 |
| 不明          | 不明                       | U-NEXT バンダイチャンネル FOD ひかりTV MBS動画イズム ビデオマーケット music.jp GYAO!ストア クランクイン！ビデオ DMM.com HAPPY!動画 TSUTAYA TV TELASA J:COMオンデマンド メガパック milplus |

| 毎日放送・TBS アニメイズム B2 | 毎日放送・TBS アニメイズム B2 | 毎日放送・TBS アニメイズム B2 |
| 前番組                        | 番組名                        | 次番組                        |
| ----------------------------- | ----------------------------- | ----------------------------- |
| 俺だけ入れる隠しダンジョン    | ましろのおと                  | カノジョも彼女                |

### BD / DVD
| 巻 | 発売日         | 収録話          | 規格品番  | 規格品番  |
| 巻 | 発売日         | 収録話          | BD        | DVD       |
| -- | -------------- | --------------- | --------- | --------- |
| 1  | 2021年7月28日  | 第1話 - 第3話   | DMPXA-205 | DMPBA-205 |
| 2  | 2021年8月25日  | 第4話 - 第6話   | DMPXA-206 | DMPBA-206 |
| 3  | 2021年9月29日  | 第7話 - 第9話   | DMPXA-207 | DMPBA-207 |
| 4  | 2021年10月27日 | 第10話 - 第12話 | DMPXA-208 | DMPBA-208 |

### 発売日に関する出典
1. ↑  “『ましろのおと（1）』（羅川真里茂）｜講談社コミックプラス”.   講談社. 2012年8月26日閲覧。
2. ↑  “『ましろのおと（2）』（羅川真里茂）｜講談社コミックプラス”.   講談社. 2012年8月26日閲覧。
3. ↑  “『ましろのおと（3）』（羅川真里茂）｜講談社コミックプラス”.   講談社. 2012年8月26日閲覧。
4. ↑  “『ましろのおと（4）』（羅川真里茂）｜講談社コミックプラス”.   講談社. 2012年8月26日閲覧。
5. ↑  “『ましろのおと（5）』（羅川真里茂）｜講談社コミックプラス”.   講談社. 2012年8月26日閲覧。
6. ↑  “あの即興曲も聴ける、「ましろのおと」5巻特装版はCD付”. コミックナタリー (2012年1月2日). 2021年4月8日閲覧。
7. ↑  “『ましろのおと（6）』（羅川真里茂）｜講談社コミックプラス”.   講談社. 2012年8月26日閲覧。
8. ↑  “『ましろのおと（6）特装版』（羅川真里茂）｜講談社コミックプラス”.   講談社. 2021年4月8日閲覧。
9. ↑  “『ましろのおと（7）』（羅川真里茂）｜講談社コミックプラス”.   講談社. 2012年11月16日閲覧。
10. ↑  “『ましろのおと（8）』（羅川真里茂）｜講談社コミックプラス”.   講談社. 2013年4月18日閲覧。
11. ↑  “ましろのおと8巻、特装版は吉田兄弟とのコラボCD付き”. コミックナタリー. 2021年4月8日閲覧。
12. ↑  “『ましろのおと（9）』（羅川真里茂）｜講談社コミックプラス”.   講談社. 2013年10月17日閲覧。
13. ↑  “『ましろのおと（10）』（羅川真里茂）｜講談社コミックプラス”.   講談社. 2014年2月17日閲覧。
14. ↑  “『ましろのおと（11）』（羅川真里茂）｜講談社コミックプラス”.   講談社. 2014年6月17日閲覧。
15. ↑  “『ましろのおと（12）』（羅川真里茂）｜講談社コミックプラス”.   講談社. 2014年10月17日閲覧。
16. ↑  “『ましろのおと（13）』（羅川真里茂）｜講談社コミックプラス”.   講談社. 2015年4月17日閲覧。
17. ↑  “『ましろのおと（14）』（羅川真里茂）｜講談社コミックプラス”.   講談社. 2015年8月18日閲覧。
18. ↑  “『ましろのおと（15）』（羅川真里茂）｜講談社コミックプラス”.   講談社. 2016年2月17日閲覧。
19. ↑  “『ましろのおと（15）演奏CD付き特装版』（羅川真里茂）｜講談社コミックプラス”.   講談社. 2021年4月8日閲覧。
20. ↑  “『ましろのおと（16）』（羅川真里茂）｜講談社コミックプラス”.   講談社. 2016年10月17日閲覧。
21. ↑  “『ましろのおと（17）』（羅川真里茂）｜講談社コミックプラス”.   講談社. 2017年3月17日閲覧。
22. ↑  “『ましろのおと（18）』（羅川真里茂）｜講談社コミックプラス”.   講談社. 2017年7月14日閲覧。
23. ↑  “『ましろのおと（19）』（羅川真里茂）｜講談社コミックプラス”.   講談社. 2017年11月19日閲覧。
24. ↑  “『ましろのおと（20）』（羅川真里茂）｜講談社コミックプラス”.   講談社. 2018年4月17日閲覧。
25. ↑  “『ましろのおと（21）』（羅川真里茂）｜講談社コミックプラス”.   講談社. 2018年10月17日閲覧。
26. ↑  “『ましろのおと（21）演奏CD付き特装版』（羅川真里茂）｜講談社コミックプラス”.   講談社. 2018年10月17日閲覧。
27. ↑  “『ましろのおと（22）』（羅川真里茂）｜講談社コミックプラス”.   講談社. 2019年2月15日閲覧。
28. ↑  “『ましろのおと（23）』（羅川真里茂）｜講談社コミックプラス”.   講談社. 2019年8月18日閲覧。
29. ↑  “『ましろのおと（24）』（羅川真里茂）｜講談社コミックプラス”.   講談社. 2020年5月2日閲覧。
30. ↑  “『ましろのおと（25）』（羅川真里茂）｜講談社コミックプラス”.   講談社. 2020年5月15日閲覧。
31. ↑  “『ましろのおと（26）』（羅川真里茂）｜講談社コミックプラス”.   講談社. 2020年11月17日閲覧。
32. ↑  “『ましろのおと（27）』（羅川真里茂）｜講談社コミックプラス”.   講談社. 2021年3月17日閲覧。
33. ↑  “『ましろのおと（28）』（羅川真里茂）｜講談社コミックプラス”.   講談社. 2021年7月15日閲覧。
34. ↑  “『ましろのおと（29）』（羅川真里茂）｜講談社コミックプラス”.   講談社. 2021年12月16日閲覧。
35. ↑  “『ましろのおと（30）』（羅川真里茂）｜講談社コミックプラス”.   講談社. 2022年7月14日閲覧。
36. ↑  “『ましろのおと（31）』（羅川真里茂）｜講談社コミックプラス”.   講談社. 2022年10月17日閲覧。
37. ↑  “『ましろのおと（31）フルカラー小冊子付き特装版』（羅川真里茂）｜講談社コミックプラス”.   講談社. 2022年10月17日閲覧。